# Patente real

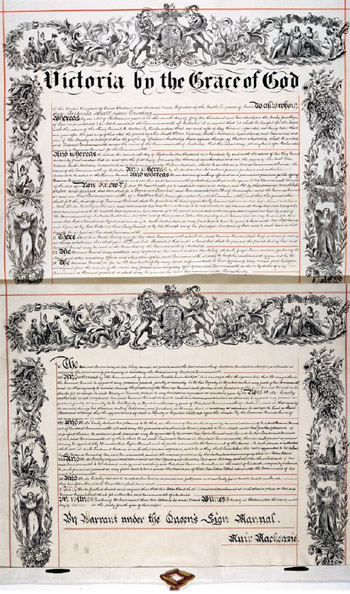
Patente real (Letters Patent), gobernador General de Australia, 1900, concedida por la reina Victoria.

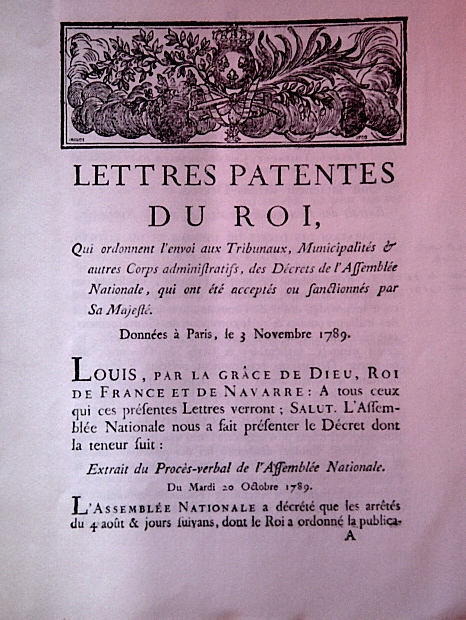
Patente real de Luis XVI de Francia, promulgando los textos aprobados por la Asamblea Nacional a partir del 4 de agosto de 1789, entre ellos la Declaración de los Derechos del Hombre y del Ciudadano.

Una patente real, real patente o carta patente es un tipo de documento legal en forma de carta abierta entregada por un monarca o un gobierno concediendo un cargo, un derecho, un monopolio, título, o estatus, a alguien, o a una entidad como una corporación.
Lo opuesto a una patente (que proviene del latín litterae patentes) es una 'carta cerrada' (en lat. litterae clausae) que son de naturaleza personal y selladas de tal manera que solo quien lo recibe puede leer el contenido de la carta. La 'patente' a menudo comienza con un saludo como «A quienes la presente vieren y entendieren». Las 'patentes' pueden usarse como una forma de conferir una carta de naturaleza o carta de ciudadanía, escudos de armas, para la creación de corporaciones, o por un monarca para crear un cargo. También son usuales en forma de diplomas académicos y títulos académicos que provienen de instituciones oficiales. El término 'patente' se refiere en la actualidad especialmente al documento que reconoce derechos exclusivos de propiedad industrial sobre un invento.
Este tipo de documento era preciso, por ejemplo, para la apertura de teatros o creación de compañías de actores en el teatro de la Restauración inglesa.
En la francmasonería, la carta patente es el documento en el que se da fe de la creación de la logia.